# 種子 (密教)
種子（しゅじ、梵: बीजाक्षर bījākṣara [ビージャークシャラ] 英: bijakshara）は密教において、仏尊を象徴する一音節の呪文（真言）。チベット密教ではサポン（蔵: sa bon）と訳される。種子真言（しゅじしんごん）ともいう。
梵字で表記したものを、日本密教では特に種子字（しゅじじ）と言い、また種字（しゅじ）とも略称し、一般にはこの「種字」という表記が多用される。これは通常一文字で表記されるが、極めて稀に閉音節の物があり、この場合は二文字で表記される。
種子の例を挙げると、
- 𑖀（a）は、胎蔵界大日如来
- 𑖪𑖼（vaṃ）は、金剛界大日如来
- 𑖮𑖿𑖨𑖱𑖾（hrīḥ）は、阿弥陀如来
- 𑖭（sa）は、聖観音
- 𑖮𑖯𑖼（hāṃ）は、不動明王
- 𑖭𑗜（su）は、妙見菩薩

を、それぞれ象徴するものである。
種子は梵字の神秘的解釈（悉曇五十字門）から作られるほか、その仏尊の真言から一文字取ったり、仏尊の梵名の頭文字を取って作ることも多い。
これら種子は、密教の修法において本尊となる仏を想起するためのシンボルとなるので、これを植物の種に譬えて種子という。
また護符や曼荼羅などに、仏尊の絵姿の代わりに種子を書くことも多い。
これには、絵姿を描くより梵字で済ませた方が手間がかからないという実用的な意味もある。

## 主な種子一覧
種子は同じ文字が複数の仏尊を表したり、逆に同じ仏尊が複数の種子を持っていたりする。ここでは代表的と思われるものを示す。 
種子は、日本では普通梵字（悉曇文字）で書く（チベット仏教ではチベット文字）。以下の表では、梵字（画像）、梵字（フォント）、転写（デーヴァナーガリー）の順で表示している。括弧内のラテン文字転写はIASTによる。
日本における慣用音には真言宗で伝承されている中天音（インド中部での発音と伝承されているもの）と、天台宗で伝承されている南天音（インド南部での発音と伝承されている）など何種類かの発音がある。また、長母音はしばしば短母音として発音される。例えば「キリーク」は「キリク」とも発音される。
| 梵字 (画像) | 梵字 (フォント) | 転写 (デーヴァナーガリー) | カタ カナ  | 中天音     | 仏尊                                                      |
| ----------- | --------------- | ------------------------- | ---------- | ---------- | --------------------------------------------------------- |
|             | 𑖀               | अ（a）                    | ア         | ア         | 大日如来（胎蔵界） 宝幢如来 日光菩薩 大元帥明王 火天 日天 |
|             | 𑖀𑖼               | अं（aṃ）                   | アン       | アン       | 無量寿如来（胎蔵界阿弥陀如来） 普賢菩薩                   |
|             | 𑖀𑖾               | अः（aḥ）                   | アハ       | アク       | 天鼓雷音如来 不空成就如来 金剛薩埵（金剛界）              |
|             | 𑖁               | आ（ā）                    | アー       | アー       | 開敷華王如来                                              |
|             | 𑖀𑖲𑖾               | आः（āḥ）                   | アーハ     | アーク     | 大日如来（胎蔵界）                                        |
|             | 𑖁𑖲𑖼𑖾               | आंः（āṃḥ）                  | アーンハ   | アーンク   | 五点具足大日如来（胎蔵界）                                |
|             | 𑖂               | इ（i）                    | イ         | イ         | 伊舎那天                                                  |
|             | 𑖃               | ई（ī）                    | イー       | イー       | 帝釈天                                                    |
|             | 𑖎               | क（ka）                   | カ         | キャ       | 十一面観音                                                |
|             | 𑖐               | ग（ga）                   | ガ         | ギャ       | 仏眼仏母                                                  |
|             | 𑖐𑖾               | गः（gaḥ）                  | ガハ       | ギャク     | 歓喜天                                                    |
|             | 𑖓               | च（ca）                   | チャ       | シャ       | 月光菩薩 月天                                             |
|             | 𑖝𑖿𑖨𑖯𑖾              | त्राः（trāḥ）                | トラーハ   | タラーク   | 宝生如来 虚空蔵菩薩                                       |
|             | 𑖠𑖴               | धृ（dhṛ）                  | ドリ       | ヂリ       | 持国天                                                    |
|             | 𑖡𑖴               | नृ（nṛ）                   | ンリ       | ニリ       | 羅刹天                                                    |
|             | 𑖢𑖴               | पृ（pṛ）                   | プリ       | ヒリ       | 地天                                                      |
|             | 𑖤𑗜               | बु（bu）                   | ブ         | ボ         | 准胝観音                                                  |
|             | 𑖤𑖿𑖨              | ब्र（bra）                 | ブラ       | ボラ       | 梵天                                                      |
|             | 𑖥𑖾               | भः（bhaḥ）                 | バハ       | バク       | 釈迦如来                                                  |
|             | 𑖥𑖹               | भै（bhai）                 | バイ       | バイ       | 薬師如来                                                  |
|             | 𑖥𑖿𑖨𑖳𑖼              | भ्रूं（bhrūṃ）               | ブルーン   | ボローン   | 一字金輪仏頂 熾盛光仏頂                                   |
|             | 𑖦               | म（ma）                   | マ         | マ         | 孔雀明王 大黒天 摩利支天                                  |
|             | 𑖦𑖼               | मं（maṃ）                  | マン       | マン       | 文殊菩薩                                                  |
|             | 𑖦𑖺               | मो（mo）                   | モー       | モウ       | 不空羂索観音                                              |
|             | 𑖧𑖽               | यं（yaṃ）                  | ヤン       | エン       | 閻魔天                                                    |
|             | 𑖧𑖲               | यु（yu）                   | ユ         | ユ         | 弥勒菩薩                                                  |
|             | 𑖧𑗜𑖾               | युः（yuḥ）                  | ユフ       | ヨク       | 普賢延命菩薩                                              |
|             | 𑖪               | व（va）                   | ヴァ       | バ         | 水天                                                      |
|             | 𑖪𑖼               | वं（vaṃ）                  | ヴァン     | バン       | 大日如来（金剛界）                                        |
|             | 𑖪𑖯               | वा（vā）                   | ヴァー     | バー       | 風天                                                      |
|             | 𑖪𑖰               | वि（vi）                   | ヴィ       | ビ         | 増長天 広目天                                             |
|             | 𑖪𑖹               | वै（vai）                  | ヴァイ     | ベイ       | 毘沙門天                                                  |
|             | 𑖫𑖿𑖨𑖱              | श्री（śrī）                 | シュリー   | シリー     | 仏眼仏母 吉祥天                                           |
|             | 𑖭               | स（sa）                   | サ         | サ         | 聖観音 弁才天                                             |
|             | 𑖭𑖾               | सः（saḥ）                  | サハ       | サク       | 勢至菩薩                                                  |
|             | 𑖭𑗜               | सु（su）                   | ス         | ソ         | 妙見菩薩                                                  |
|             | 𑖭𑖿𑖝𑖿𑖪𑖽             | स्त्वं（stvaṃ）              | ストヴァン | サトバン   | 五秘密菩薩                                                |
|             | 𑖮               | ह（ha）                   | ハ         | カ         | 地蔵菩薩                                                  |
|             | 𑖮𑖽               | हं（haṃ）                  | ハン       | カン       | 馬頭観音 荼枳尼天                                         |
|             | 𑖮𑖯𑖼               | हां（hāṃ）                  | ハーン     | カーン     | 不動明王                                                  |
|             | 𑖮𑗜𑖽               | हुं（huṃ）                  | フン       | ウン       | 軍荼利明王                                                |
|             | 𑖮𑖳𑖽               | हूं（hūṃ）                  | フーン     | ウーン     | 阿閦如来 金剛薩埵（胎蔵界） 降三世明王 愛染明王           |
|             | 𑖮𑗝𑖽               | हूं（hūṃ）                  | フーン     | ウーン     | 馬頭観音 金剛夜叉明王 鬼子母神                            |
|             | 𑖮𑖿𑖨𑖱𑖾              | ह्रीः（hrīḥ）                | フリーヒ   | キリーク   | 阿弥陀如来 千手観音 如意輪観音 大威徳明王                 |
|             | 𑖮𑖿𑖨𑖳𑖽              | ह्रूं（hrūṃ）                | フルーン   | コローン   | 尊勝仏頂                                                  |
|             | 𑖮𑖿𑖮𑖳𑖼              | ह्हूं（hhūṃ）                | ッフーン   | ウーン     | 愛染明王                                                  |
|             | 𑖮𑖿𑖦𑖿𑖦𑖯𑖼             | ह्म्मां (hmmāṃ)               | フンマーン | カンマーン | 不動明王                                                  |